# 朱杰 (清朝)
朱杰（？—？）為中國清朝武官，本籍直隸。武舉人出身的朱杰於康熙五十三年（1714年）奉旨接替張進，於台灣地區擔任澎湖水師協副將。而隸屬台灣鎮之下的此官職職等為正二品，是台灣清治時期的這階段，扼守台灣海峽的重要武將，並統帥兩標水營，數千名水師兵勇。
| 前任： 張進 | 澎湖水師協副將 1714年上任 | 繼任： 許雲 |